# 설탕법
설탕법(영어: Sugar Act)은 1764년 4월 5일, 영국 총리 조지 그렌빌의 주도로 영국 의회에서 제정한 관세에 관한 법률이다. 〈미국 수입법〉(American Revenue Act ), 〈미국 관세법〉(American Duties Act) 등으로도 불린다. 법의 서문에는 “이 왕국의 수익을 개선하기 위해 새로운 규정과 규제를 해야 한다 ... 또한 ... 수익을 높이기 위해 노력은 정당하고 필요하다 ... 위 물건을 방어하고, 보호하고, 안전을 확보하는 비용을 부담하기 위해”라고 쓰여 있다. 설탕법 제정 이전에는 〈당밀법〉(1733년 제정)이 있었으며, 이는 영국령 아닌 식민지에서 수입하는 당밀 1갤런 당 6펜스를 부과해서 영국령 서인도 제도산 당밀을 보호하기 위한 것이었지만, 식민지의 과세 회피로 실제로 징수되는 세금은 없었다. 설탕법은 관세율을 1갤런 당 3펜스를 감액하는 한편, 부과금의 강제력을 강화시킨 것이다. 또한 과세 대상도 와인, 커피, 의류 등으로 확대되었다. 이것은 밀무역자와 그것을 단속하는 직원에게만 유익한 법이 되었다. 영국은 프렌치 인디언 전쟁(1754년 ~ 1763년)에서 입은 막대한 빚을 갚기 위한 모금 의도가 강했다.

## 배경
설탕법의 전신인 〈당밀법〉(1733년)은 영국령 서인도 제도의 플렌테이션 소유자의 주장을 받아들여 영국 의회를 통과했다. 당밀은 뉴잉글랜드에서 럼주 제조를 위해 사용되고 있었다. 뉴잉글랜드와 대서양 연안 중부의 식민지와 서인도 제도의 프랑스, 네덜란드, 스페인령 식민지 간 무역이 확대되고 있었다. 영국령 서인도 제도에서 생산되는 당밀은 경쟁자보다 훨씬 가격이 높고, 그 대가로 식민지에서 제공되는 목재나 어류 등의 물품은 수요가 없었다. 18세기 초에 영국 서인도 제도는 영국의 중요한 무역 상대였기 때문에 영국 의회는 그곳에서 들어온 요청에 신경을 쓰고 있었다. 영국 의회는 식민지가 다른 영국령의 섬과 무역하는 것을 금지해달라는 서인도 제도의 요구에 따라 영국령에서 수입되는 당밀에 턱없이 높은 관세를 부과하는 당밀법을 통과시켰다. 만약 이 관세가 제대로 징수되었으면 뉴잉글랜드에 당밀 수입 판로는 실질적으로 닫혀지고 뉴잉글랜드의 럼주 산업 대부분이 붕괴되었을 것이다. 그러나 실제로는 밀무역과 세관 관리에 대한 뇌물과 협박으로 이 법은 유명무실한 상태였다.
7년 전쟁 중 미국에서 벌어진 프렌치 인디언 전쟁에서 영국 정부는 전비를 조달하기 위해 국채를 대량으로 발행했다. 전쟁이 끝난 뒤 1763년 2월에 버트 백작, 존 스튜어트가 수반을 맡는 내각은 식민지에 영국 정규군 1만 명을 주둔시키기로 결정했다. 그 후 곧 조지 그렌빌이 버트 백작과 교체되었다. 그렌빌은 전임자의 정책을 지지했으며, 그 해 5월에 폰티액 전쟁이 일어난 후에도 입장은 변함이 없었다. 그렌빌은 군비뿐만 아니라 국채 상환 문제에도 직면했다. 부채는 ‘7년 전쟁’ 이전 7,500만 파운드에서 1763년 1월에는 1억 2,260만 파운드로 늘어났으며, 1764년 처음으로 8억 파운드 이상 증가했다.
그렌빌은 식민지가 부채 상환에 기여해 줄 것을 기대하고 있지 않았지만, 식민지의 방위를 위해 미국이 다소 비용을 부담해 줄 것을 기대했다. 대륙의 식민지와 서인도 제도에서 군대를 유지하기 위한 비용은 매년 약 20만 파운드였다. 그렌빌은 매년 추계 78,000 파운드의 수입을 얻을 수 있는 세입 증가 계획을 고안했다.

## 법 제정
〈당밀법〉은 1763년에 만기 예정이었다. 세관 감독관들은 전후 캐나다를 획득한 결과로 당밀과 럼주의 수요가 크게 확대될 것으로 예측하고 수요가 증가하는 경우 세율을 대폭 낮추고 징수에 적절한 속도에 침착하고 생각했다. 1764년에 새로운 설탕법이 의회에서 통과되면서 당밀에 부과되는 세율은 절반으로 줄었다. 그 법의 문구는 엄격하게 집행할 뿐만 아니라 입법의 목적이 단순히 무역을 규제하는 것이 아니라(당밀법은 영국 이외의 공급에 대한 합법적인 무역 고리를 끊고자 했다), 새로운 세수를 기대할 수 있을 것이라 예측했다.
새로운 법은 구체적인 상품을 꼽았으며 그 중에서도 중요한 것은 나무이며, 영국에만 수출이 가능했다. 상선 선장은 화물의 자세한 목록을 준비하고 화물을 내리기 전에 목록을 제출하여 검사를 받도록 했다. 세관 관리는 모든 법 위반자를 뇌물을 받기 쉬운 현지 배심원 재판이 아니라 부해사 법원에 맡기도록 권한을 부여했다. 사학자 프레드 앤더슨은 이 법의 목적이 ‘전후의 제국을 덮친 경제적, 지배력의 문제를 해결하기 위해’라고 적었다. 이를 위해 ‘3가지 방법’이 강구되었다. 즉, ‘세관의 강제력을 보다 효율적으로 할 것, 미국에서 많이 소비되는 물품에 새로운 세금을 부과할 것, 및 세입을 최대화할 방향으로 기존의 과세율을 조정하는 것’이었다.

## 참고 문헌
- Alexander, John K. Samuel Adams: America’s Revolutionary Politician. (2002) ISBN 0-7425-2114-1
- Anderson, Fred, Crucible of War, 2000, ISBN 0375406425
- Draper, Theodore. A Struggle For Power:The American Revolution. (1996) ISBN 0-8129-2575-0
- Middlekauff, Robert. The Glorious Cause: The American Revolution, 1763-1789. (2005) ISBN 13:978 0-19-516247-9
- Miller, John C. 	Origins of the American Revolution. (1943)
- Nash, Gary B. The Unknown American Revolution: The Unruly Birth of Democracy and the Struggle to Create America. (2005) ISBN 0-670-03420-7
- “The Sugar Act”. 2005년 12월 6일에 확인함.